# Xã Chippewa, Quận Chippewa, Michigan
Xã Chippewa (tiếng Anh: Chippewa Township) là một xã thuộc quận Chippewa, tiểu bang Michigan, Hoa Kỳ. Năm 2010, dân số của xã này là 213 người.